# Havensville
Havensville és una població dels Estats Units a l'estat de Kansas. Segons el cens del 2000 tenia 146 habitants.

## Demografia
Segons el cens del 2000, Havensville tenia 146 habitants, 64 habitatges, i 41 famílies. La densitat de població era de 433,6 habitants/km².
Dels 64 habitatges en un 29,7% hi vivien nens de menys de 18 anys, en un 60,9% hi vivien parelles casades, en un 4,7% dones solteres, i en un 34,4% no eren unitats familiars. En el 32,8% dels habitatges hi vivien persones soles el 12,5% de les quals corresponia a persones de 65 anys o més que vivien soles. El nombre mitjà de persones vivint en cada habitatge era de 2,28 i el nombre mitjà de persones que vivien en cada família era de 2,9.
Per edats la població es repartia de la següent manera: un 24,7% tenia menys de 18 anys, un 6,2% entre 18 i 24, un 31,5% entre 25 i 44, un 20,5% de 45 a 60 i un 17,1% 65 anys o més.
L'edat mediana era de 39 anys. Per cada 100 dones de 18 o més anys hi havia 100 homes.
La renda mediana per habitatge era de 26.875 $ i la renda mediana per família de 43.125 $. Els homes tenien una renda mediana de 31.250 $ mentre que les dones 17.000 $. La renda per capita de la població era de 18.043 $. Entorn del 7,9% de les famílies i el 10,9% de la població estaven per davall del llindar de pobresa.

## Poblacions més properes
El següent diagrama mostra les poblacions més properes.